# بارکستا
بارکستا (به اسپانیایی: Barxeta) یک شهرستان در اسپانیا است که در Costera واقع شده‌است.

## خصوصیات
بارکستا ۲۸٫۵ کیلومترمربع مساحت و ۱٬۶۷۱ نفر جمعیت دارد و ۹۳ متر بالاتر از سطح دریا واقع شده‌است.